# Mops congicus
Mops congicus (Allen, 1917) è un pipistrello della famiglia dei Molossidi diffuso nell'Africa centrale.

## Descrizione

### Dimensioni
Pipistrello di medie dimensioni, con la lunghezza totale tra 130 e 152 mm, la lunghezza dell'avambraccio tra 54 e 58 mm, la lunghezza della coda tra 39 e 58 mm, la lunghezza del piede tra 13 e 17 mm, la lunghezza delle orecchie tra 21 e 28 mm e un peso fino a 64 g.

### Aspetto
La pelliccia è corta, moderatamente sparsa sulla nuca, i fianchi e la groppa sono privi di peli. Le parti dorsali variano dal marrone scuro al nero, cosparse di peli chiari e con la base dei peli marrone, mentre le parti ventrali sono maculate con dei riflessi grigi, marroni o rossastri. Una macchia scura è presente dietro e sotto ogni orecchio. Il muso non è estremamente appiattito, il labbro superiore ha 7-8 pieghe ben distinte ed è cosparso di corte setole. Le orecchie sono nerastre, carnose, relativamente piccole, unite anteriormente da una membrana a forma di V che si estende in avanti fino a formare una sacca con l'apertura anteriore. È privo di sacche golari. Il trago è piccolo e nascosto dietro l'antitrago, il quale è grande, con l'estremità arrotondata e il bordo anteriore dritto. Le membrane alari sono bruno-nerastre. La coda è lunga, tozza e si estende per più della metà oltre l'uropatagio. 

## Biologia

### Comportamento
Si rifugia in gruppi fino a 13 individui, nelle cavità degli alberi. L'attività predatoria inizia prima del calare della notte. Effettua migrazioni stagionali.

### Alimentazione
Si nutre di insetti.

### Riproduzione
Femmine gravide sono state catturate nei mesi di marzo e settembre. Danno alla luce un piccolo alla volta due volte l'anno.

## Distribuzione e habitat
Questa specie è diffusa nel Camerun meridionale, Repubblica Democratica del Congo settentrionale e Uganda occidentale.
Vive nelle foreste pluviali di pianura, foreste costiere e foreste miste a savana.

## Conservazione
La IUCN Red List, considerato il vasto areale e la popolazione presumibilmente numerosa, classifica M.congicus come specie a rischio minimo (Least Concern)).